# Alice Teghil
Alice Teghil (Roma, 23 de enero de 1989) es una actriz italiana.

## Biografía
Se introduce en el mundo del cine con la película Caterina en Roma (Caterina va in città) (2003), dirigida por el director italiano Paolo Virzì. En la película interpreta el papel de Caterina, hija de un profesor con grandes ambiciones, interpretado por Sergio Castellitto. Éste se muda con su familia a la gran ciudad de Roma, tratando de mejorar así su posición social. Caterina, tímida, ingenua y simple, se ve desorientada antes este gran cambio, es víctima de las presiones a las que le somete su padre, que la empuja constantemente a relacionarse con los jóvenes de la "Roma bien", es difícil relacionarse con sus compañeros de clase, chicos que han perdido el sentido de la vida y de la realidad que le resulta ajena y extraña.
En el cortometraje Un attimo di respiro (2007), dirigido por Sara Colangelo, interpreta el papel de Nora, que acompaña al protagonista, prometido de la  hermana, en su huida del campo a la gran ciudad.

## Premios
El 19 de junio de 2004, en el Teatro Antico de la ciudad de Taormina, se le concede el premio Guglielmo Biraghi del Sindacato Nazionale Giornalisti Cinematografici Italiani (SNGCI), por su actuación en Caterina va in città. 

## Filmografía
- Caterina en Roma (Caterina va in città) (2003)
- Gemelline (2006)
- Un attimo di respiro (2007)
- I liceali 1 (2008)
- I liceali 2 (2009)

## Curiosidades
Paolo Virzì hizo una gran selección en colegios romanos para la chica ideal para el papel en Caterina en Roma. Escogió a Alice Teghil por su "sano disinterés por la cámara", en línea con el personaje de Caterina, discreto y reservado.